# 新須屋站

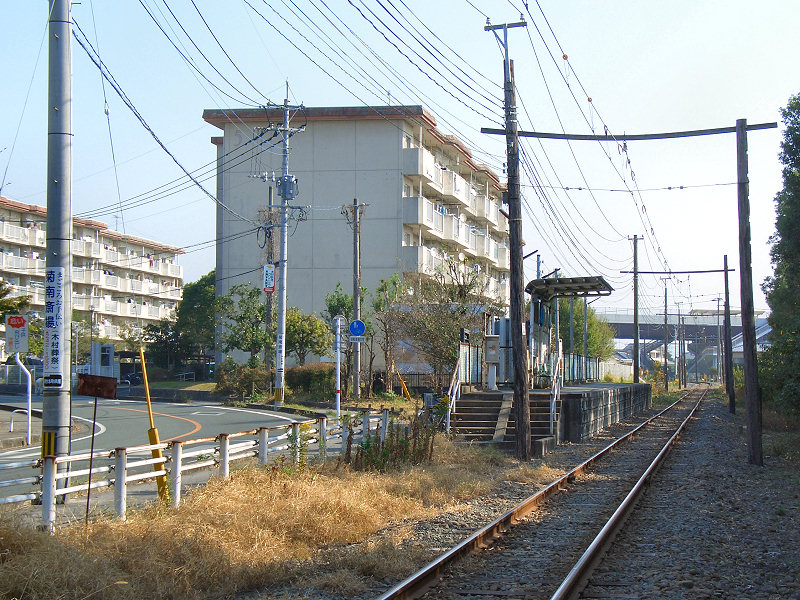
舊站（2006年）。現時已經被遷移。

新須屋站（日语：／ Shin-Suya eki */?）是位於熊本縣合志市須屋字川添，熊本電氣鐵道的菊池線車站。車站編號為KD13。

## 歷史
- 1984年（昭和59年）9月1日：車站啟用。
- 2008年（平成20年）4月1日：隨著國道3號熊本北繞道（日语：熊本北バイパス）延伸，車站向須屋一方遷移260米。
- 2015年（平成27年）4月1日：此站可以使用交通系IC卡「熊本地域振興IC卡（日语：熊本地域振興ICカード）（熊本熊之IC CARD）」[1]。
- 2019年（令和元年）10月1日：此站引入車站編號[2]。

## 車站構造
車站是一座地面車站，設有1面1線的單式月台。此站沒有車站大樓，此站是無人車站。隨著國道3號熊本北繞道延伸，此站於2008年（平成20年）向堀川一方遷移260米。遷移後的新站基於交通無障礙法，使車站月台與出入口之間設有斜道。在站名牌上，上行和下行裝設有閃燈裝置，當列車進站時，該列車的方向所對應的閃燈會閃爍並播放進站音樂。另外，舊站現時已經完全拆毀，只留下部分通往舊站的通道。
月台入口中設有IC卡讀卡機（只限入閘）。

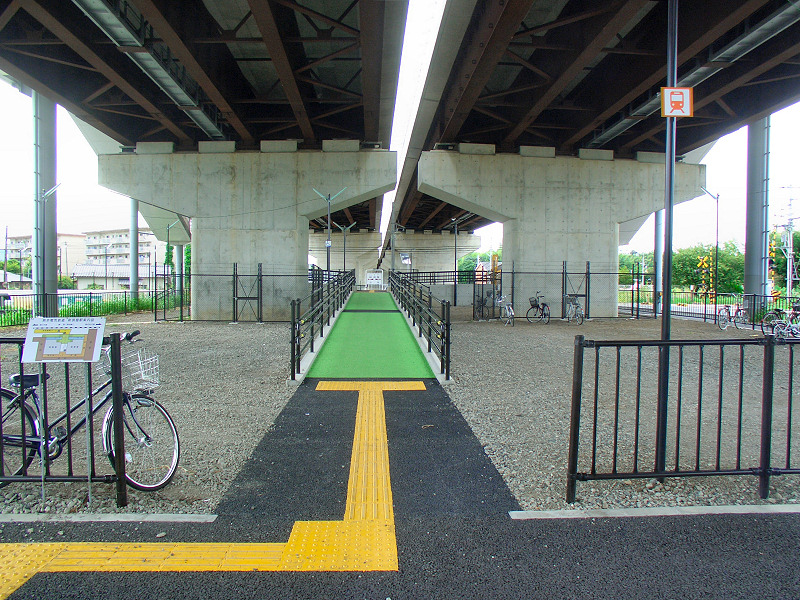
入口
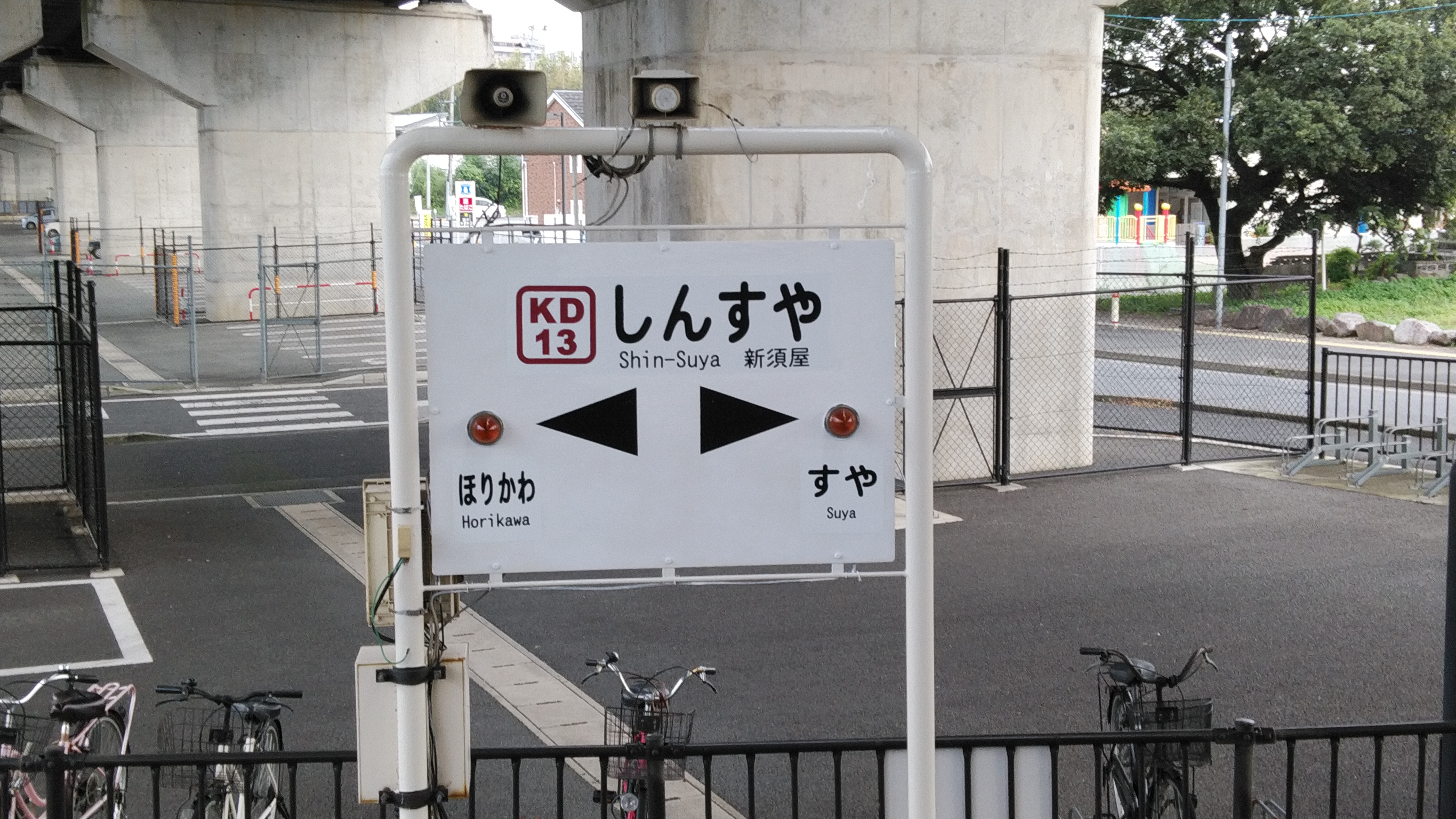
配有閃燈裝置的站名牌

| 年度   | 1日平均 乘車人次 | 1日平均 上下車人次 |
| ------ | ---------------- | ------------------ |
| 2012年 |                  | 354                |
| 2013年 |                  | 385                |
| 2014年 | 219              | 424                |
| 2015年 |                  | 758                |
| 2016年 |                  | 783                |
| 2017年 |                  | 819                |
| 2018年 | 401              | 758                |

## 駅周辺
- 國道3號熊本北繞道（日语：熊本北バイパス）
- 國道387號
- 中山紀念醫院
- 菊南醫院
- 菊南溫泉（日语：菊南温泉）
- 菊南温泉尤貝爾酒店
- 縣營須屋團地
- 縣營西須屋團地
- 須屋郵局

## 巴士路線
以下巴士站均是電鐵巴士巴士站。
- 川添 - 步行約5分鐘，位於須屋團地附近
- 須屋西 - 西北方約400米，於國道387號上

## 相鄰車站
熊本電氣鐵道
■菊池線
堀川（KD12）－新須屋（KD13）－須屋（KD14）

## 注腳
1. 1 2  電鉄電車（菊電）でのご利用 （页面存档备份，存于）（日語）（熊本熊之IC CARD）
2. ↑  電車 「駅ナンバリング」導入のお知らせ （页面存档备份，存于）（日語） - 熊本電氣鐵道，2019年8月15日，同日參閲。
3. ↑  国土数値情報(駅別乗降客数データ)  （页面存档备份，存于）（日語） - 國土交通省，2018年12月10日參閲
4. ↑  国土数値情報　駅別乗降客数データ  （页面存档备份，存于）（日語） - 國土交通省，2020年9月19日參閲
5. ↑  公共交通之現狀等，52頁 （页面存档备份，存于）（日語） - 2018年12月10日參閲
6. ↑  令和元年度版 九州運輸要覧 （页面存档备份，存于）（日語） ，2020年9月19日參閲

## 外部連結
- 新須屋站 （页面存档备份，存于）（日語）（路線圖、車站情報） - 熊本電氣鐵道